# Honda Pantheon
L'Honda Pantheon, chiamato anche con il codice di telaio Honda FES125 o Honda FES150 a seconda della motorizzazione, è uno scooter prodotto dalla casa motociclistica giapponese Honda negli stabilimenti italiani di Atessa dal 1998 al 2008 in due serie.

## Storia

### Prima serie (1998-2002)

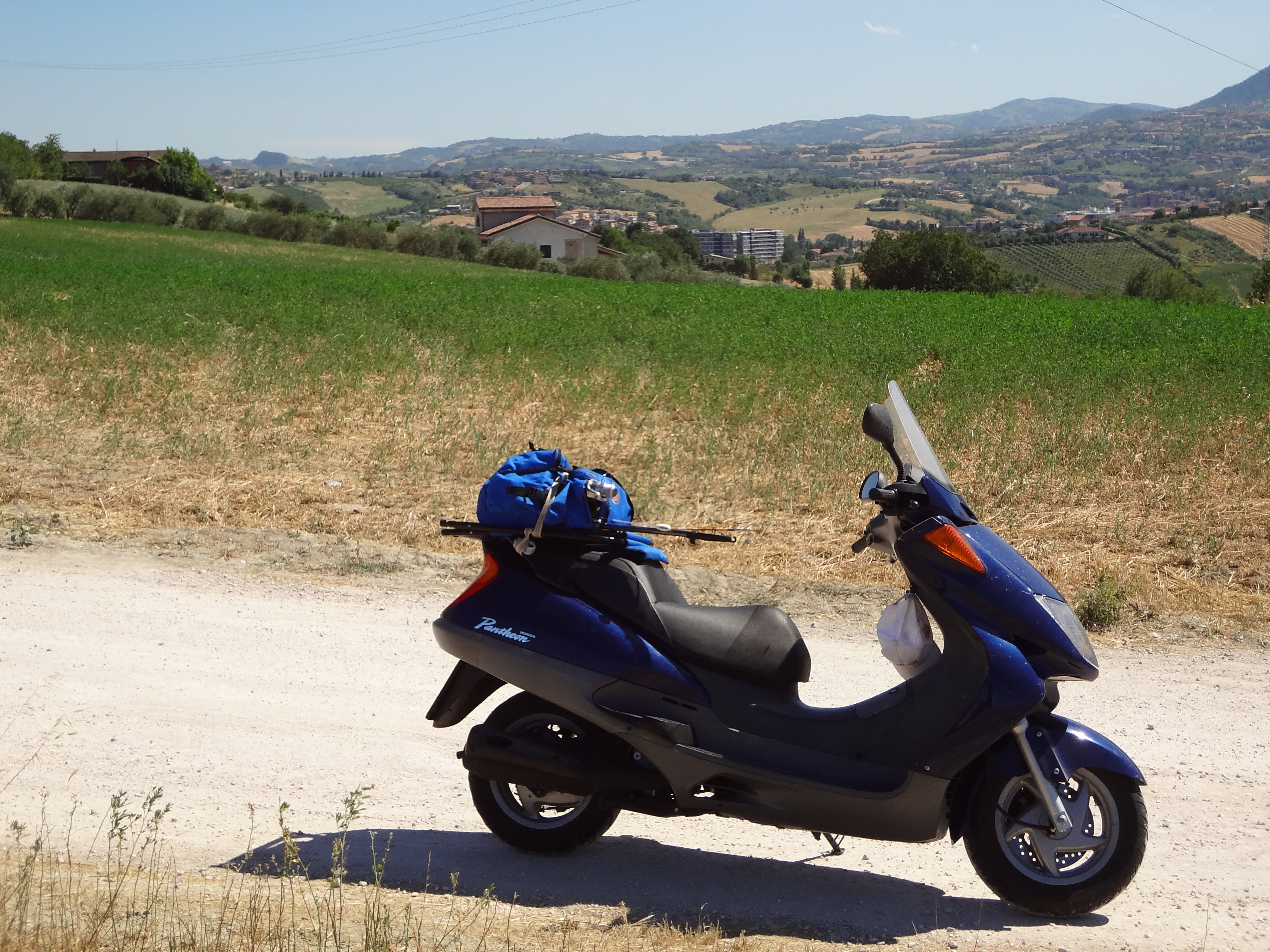
Pantheon prima serie

Presentato nel giugno del 1998 il Pantheon era gemello dell’Honda Foresight 250 ma a differenza di quest’ultimo era disponibile con motori più piccoli da 125 o 150 cm³ a due tempi omologati Euro 1 grazie al catalizzatore ACR di serie. La produzione avveniva nello stabilimento Honda di Atessa. 
Il motore 125 eroga 14,7 CV (10,8 kW) a 9.000 giri/min e una coppia massima pari a 15 Nm a 6.500 giri/min. Il motore 150 eroga 16,9 CV (12,4 kW) a 7.000 giri/min e coppia massima pari di 17,3 Nm a 7.500 giri/min.
Ad inizio 2000 è risultato essere tra gli scooter più venduti in Italia.

### Seconda serie (2003-2008)
La seconda serie viene presentata al Motor Show di Bologna nel dicembre del 2002 ed entra in vendita nei prima mesi del 2003; tale modello mantiene il telaio della precedente serie ma presenta un design totalmente nuovo molto più filante caratterizzato dal frontale "V-style" con il grande proiettore a forma di V, mentre al posteriore presenta proiettori simili nello stile a quelli del maxiscooter Silver Wing. La produzione avviene nello stabilimento Honda Italia di Atessa.
La gamma motori è composta dai nuovi propulsori monocilindrici 125 e 150 a quattro tempi con distribuzione a due valvole con monoalbero in testa. I motori di tipo SOHC, con iniezione elettronica PGM-FI e raffreddamento a liquido, hanno il sistema di catalizzazione HECS3 (convertitore catalitico Honda) e sono omologati Euro 2. La potenza del motore viene trasmessa alla ruota posteriore tramite una frizione centrifuga e una trasmissione a cinghia trapezoidale a variazione continua. Il 125 eroga 13,8 CV a 9.000 giri/min e una coppia massima pari a 11,7 Nm a 8.500 giri/min. Il 150 eroga 15,9 CV (11,7 kW) a 9.000 giri/min e coppia massima pari di 14,2 Nm a 8.500 giri/min.
La meccanica presenta forcella con steli da 33 mm e doppio ammortizzatore al posteriore. All'anteriore è presente una ruota da 110-90 con diametro di 13", al posteriore è presente una ruota da 130-70 con cerchio da 12". L'impianto frenante è composto all'anteriore da disco idraulico da 240 mm con pinza a tre pistoncini, al posteriore da disco idraulico da 220 mm con pinza a singolo pistoncino.